# Dobešov (Černovice)
Dobešov (německy Dobeschau) je část města Černovice v okrese Pelhřimov. Nachází se na jihu Černovic. Prochází zde silnice II/128. V roce 2009 zde bylo evidováno 58 adres. V roce 2001 zde trvale žilo 107 obyvatel.
Dobešov leží v katastrálním území Dobešov u Černovic o rozloze 5,25 km2. V katastrálním území Dobešov u Černovic leží i Panské Mlýny.